# ラ・ブーム
『ラ・ブーム』（仏: La Boum）は、1980年に公開されたクロード・ピノトー監督によるフランス映画である。1700人の中から選ばれた当時13歳のソフィー・マルソーのデビュー作であり、フランスで入場者数437万人とも動員450万人とも伝えられる大ヒットを記録しただけではなく、ドイツ・イタリア・スイスなどヨーロッパ各国や日本を含むアジアでヒット作となった。主題歌となったリチャード・サンダーソンの「愛のファンタジー」(Reality) も同時に話題になった。

## ストーリー
「ブーム」とはパーティーのこと。ブームに誘われることを夢見る13歳のヴィックが、自分の14歳の誕生日ブームを開くまでの物語。リセの新学期（夏のバカンス明け）に始まり、歯科医とイラストレーターである両親の別居騒動、ハープ奏者の曾祖母プペットの折々の助言を背景に、ブームで出会ったマチューとの恋模様、春休み明けに自身が開く誕生日ブームまでを描く。
フランス的文化・恋愛価値観が垣間見られる作品。

## キャスト
※括弧内は日本語吹替（初回放送1983年3月10日『木曜洋画劇場』）
- フランソワ・ベレトン François Berreton[注 2]

演 - クロード・ブラッスール（納谷悟朗）
ヴィックの父、病院勤務の歯科医、自宅に歯科医院を開業予定
- フランソワーズ・ベレトン Françoise Berreton

演 - ブリジット・フォッセー（平井道子）
ヴィックの母、バンド・デシネ作家のデビューを果たす
- ヴィック・ベレトン Victoire "Vic" Berreton[注 3]

演 - ソフィー・マルソー（玉川砂記子）
ヴェルサイユからパリの名門リセ・アンリ4世校に移ってきた13歳
- プペット・ヴァラディエ Poupette Valadier

演 - ドゥニーズ・グレイ（新村礼子）
ヴィックの曾祖母、ハープ奏者、フジタら文化人との交際多数、42年にわたり妻ある男を想い続ける
- マチュー Mathieu

演 - アレクサンドル・スターリング（永久勲雄）
ヴィックと同じリセに通う、ホテル業界を志望し、実習にも行く
- エリック・レマン Eric Lehman

演 - ベルナール・ジラルドー
ヴィックのドイツ語教師
- ペネロープ・フォンタネ Pénélope Fontanet

演 - シェイラ・オコナー
ヴィックの恋多き同級生
- サマンタ・フォンタネ Samantha Fontanet

演 - アレクサンドラ・ゴナン（渕崎ゆり子）
ペネロープの妹
- ステファン Stephane

演 -  ジーン＝フィリップ・レオナール
ヴィックの同級生。極度の近視、歯列矯正をしている
- アントワーヌ Antoine

演 - リシャール・ボーランジェ
- ウラジミール・コスマ（フランス語版、英語版）

本人（クレジットなし）、指揮者として
日本語版その他声の出演：沢木郁也、鳥海勝美、横山つや、松永大、長堀芳夫、難波克弘、龍田直樹、梁瀬真由美、みきさちこ、西川和孝、深見理佳、牧章子、東富士郎

## 主題歌
主題歌であるリチャード・サンダーソンが歌う「愛のファンタジー」(Reality) は日本では東芝EMIから発売された。日本では1982年2月に通常のシングルレコードとLPレコード、同年3月にはピンクのハート型のレコードが発売された。日本では同年7月時点で通常のシングルレコードは15万枚、LPレコードは10万枚、ハート型レコードは15万枚を売り上げており、レコード店によると「重複して買った客がかなり多い」という。

## 作中に登場する実在の事物
場所や時代を強く示すもののみ。
- クーポール - プペットとヴィックの行くレストラン。モンパルナス大通りに所在する。
- サンテチェンヌ・デュ・モン教会（フランス語版） - パリ5区にある、リセ・アンリ4世校の向かいにある教会。
- カブール  - ヴィックがホテル実習をしているマチューに会いに行った町。プペットもフジタと旅行したと語っている。
- ウォークマン - マチューがヴィックに声をかける小道具。本作製作の前年、1979年に発売開始。
- エコー - 当時、胎児診断に実用化されたばかり。

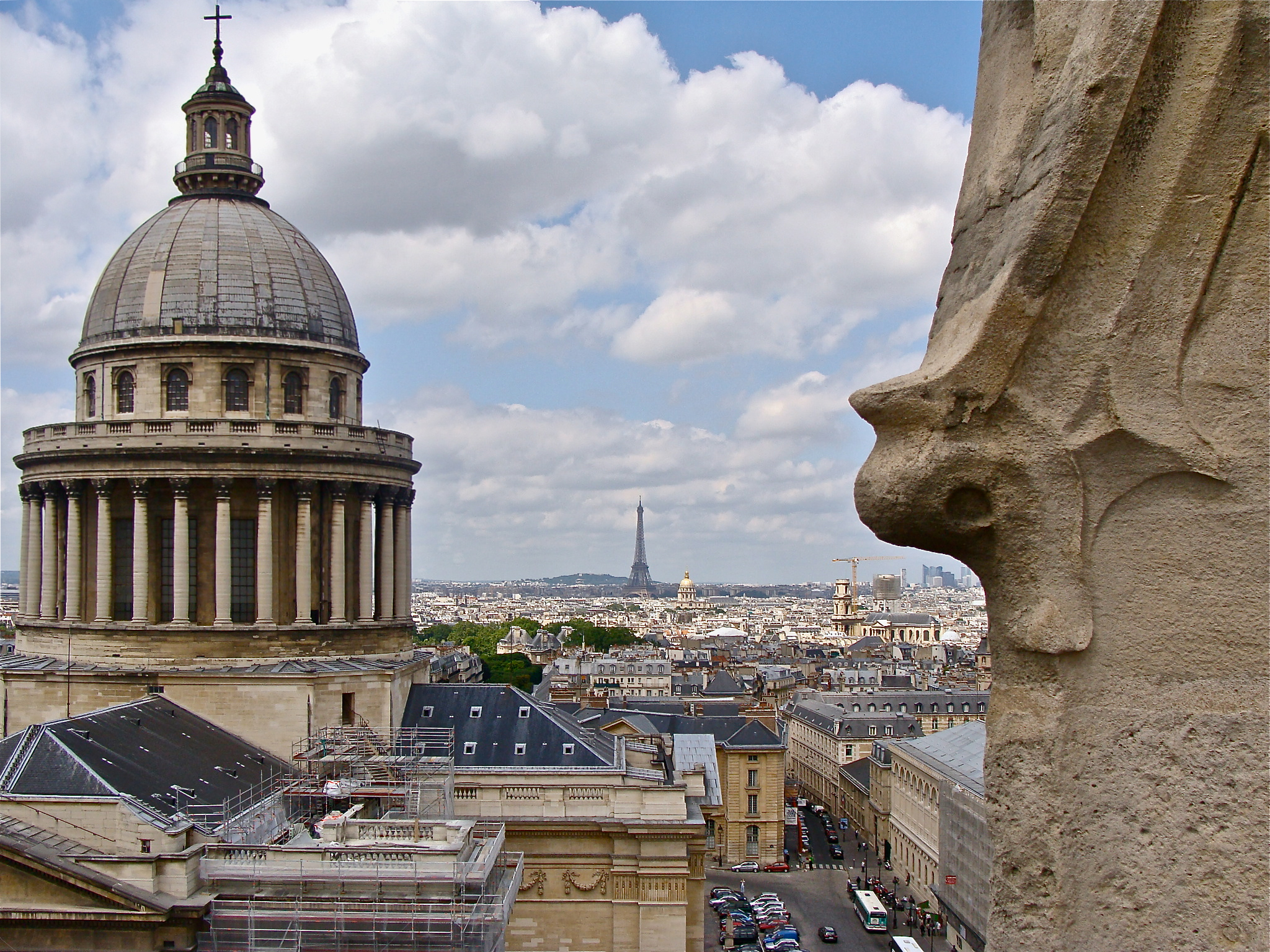
オープニングよりやや右に振ったアングル。収録に使ったリセ・アンリ4世校の塔から近隣のパンテオンを望む。遠景にエッフェル塔。
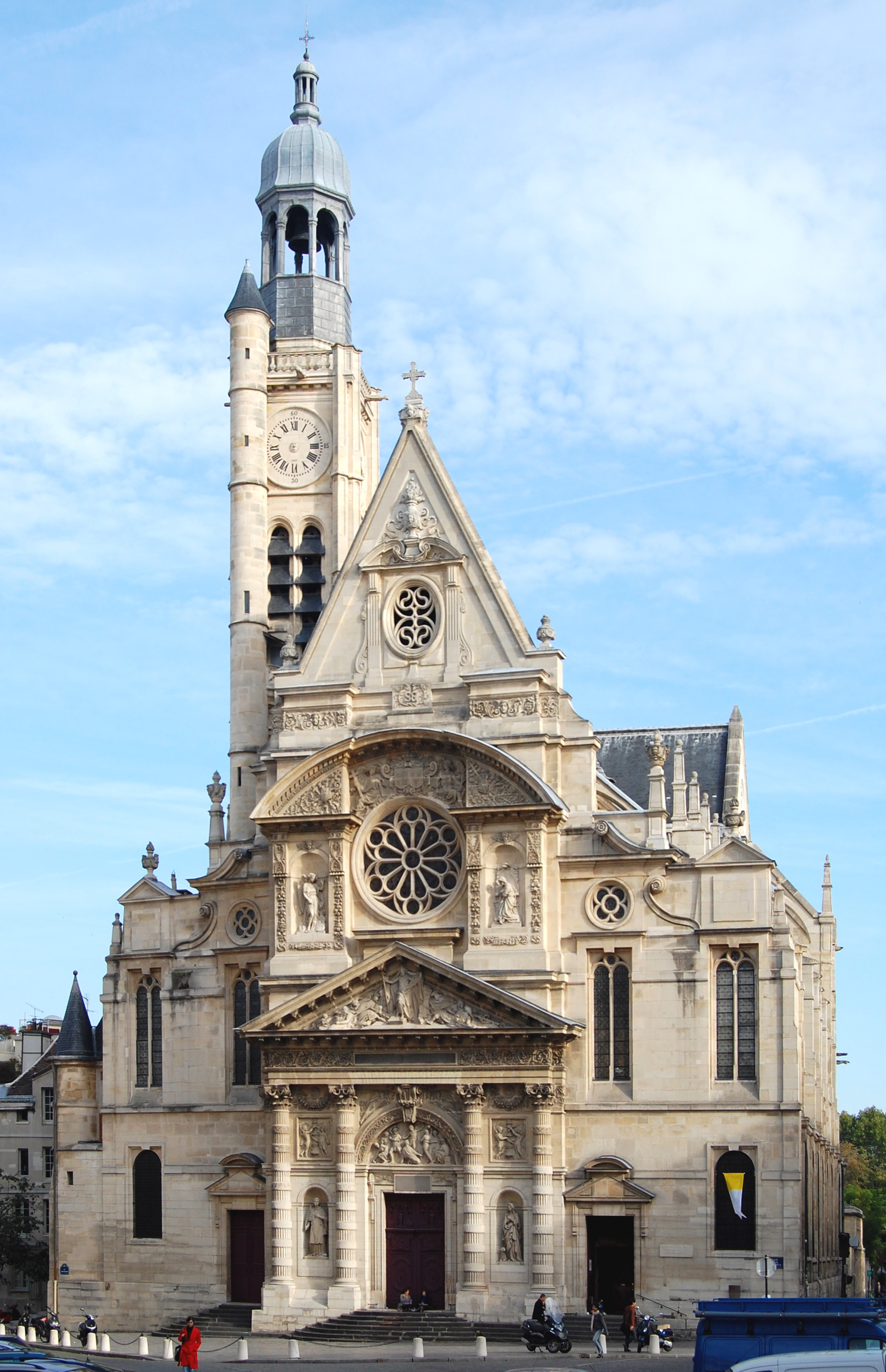
サンテチェンヌ・デュ・モン教会。建物は作品中に映されていないが、前の広場でのシーンがいくつかある。
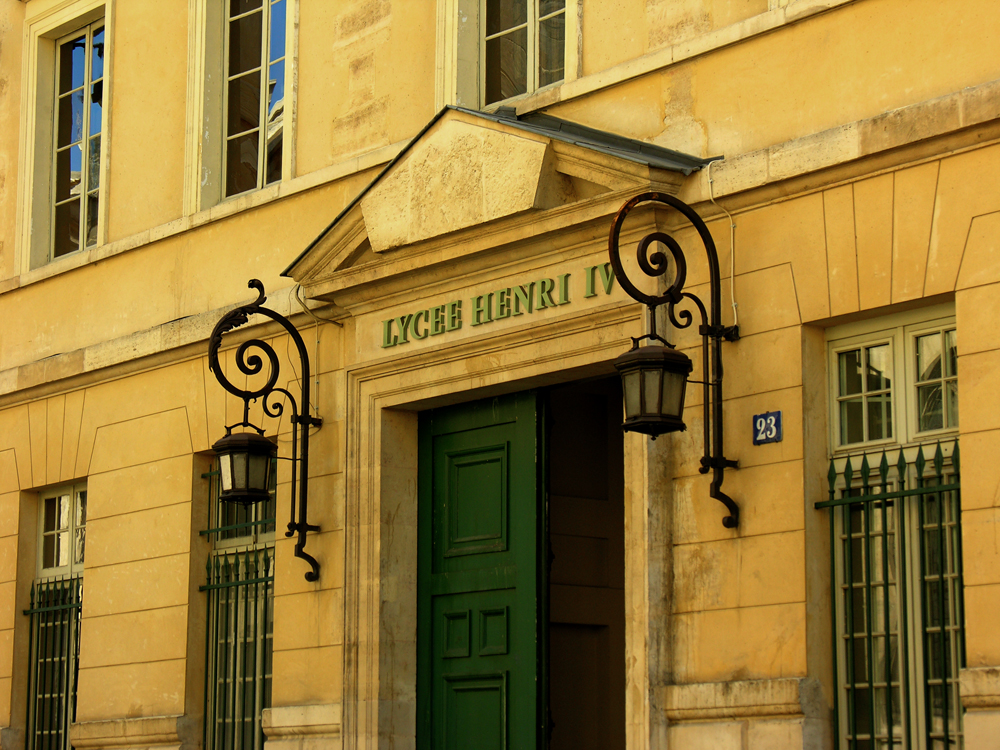
リセの入口（アンリ4世校）
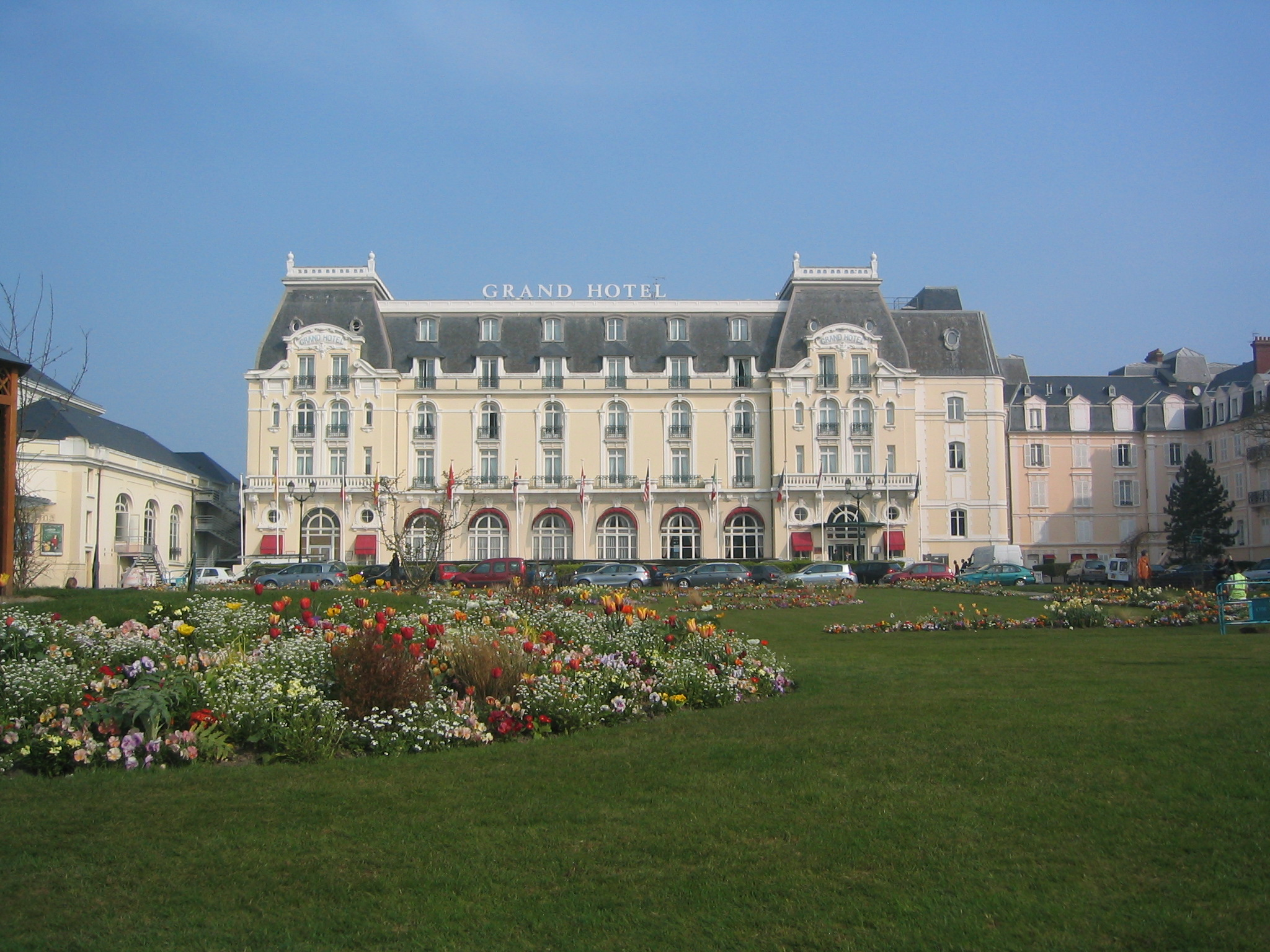
カブールのホテル

## 評価
公開時の評に以下のようなものがある。
- 山本晋也「もろ、ロリータ・コンプレックス」[11]
- 襟川恵子「「お尻がムズムズ。はずかしくって見てられん」「女の子ってわからん」と言っていた人を知っている」「おもちゃ箱的青春ムービー。（中略）ごく普通の少女達が、普通の恋をして、またひとつ大人になるのでありました、とりまく大人は大人でイロイロあり、ひとつ年をとりましたとさ。といった、よくあるパターンではありますが、しかし、その味つけがなかなかのもの」[11]。
- 小藤田千栄子「何を着て行こうかと、あれこれ迷う若いヒロインの、カット重ねによるファッションの見せ方は、こちらも心がはずむ」「（ヒロインの曾祖母が）いかにもフランスらしい人生の練達者に見える。この人が、影に日向に、若いヒロインの先導者となるのである。この豊かさは、他の国の映画では、ちょっと見あたらない」「両親が、娘の初めてのブームの、送りむかえをするところなど、気の使い方がしのばれて、描写はユーモラスにも細かい」「別居から、離婚寸前までいく（中略）親のいざこざに遭遇する、現代の子供という、世界共通のテーマを提示してくる」[12]。
- 八森稔「”すべての世代を楽しませる優しいバラ色の映画””魔術のような美しい映画”と評された」[4]。

後年の評に以下のようなものがある。
- 佐藤友紀「とりたててどうということもないリセエンヌの淡い初恋物語だったり、友情物語だったり。社会現象をともなったあのヒットぶりは、一体何だったのか」[13]。

## 監督インタビュー
- 大ヒットした理由は、若者たちが映画の主人公を同一視してくれたからだろう。日本の若者がどういう状況におかれているかわからないが、ロマンチックな初恋物語であり、どこにでもある親と子の話だから、きっとわかってくれると思う[4]。
- 現代（引用注 1980年代はじめ）の若者は麻薬やセックスなど暗いイメージが強調され過ぎているように思えるが、もっとロマンチックな青春を送っている子供たちもきっといるはずだ。純粋に、平凡に生きている子供を描くことで社会の現実を伝えたかった[4]。